# Euripilo (figlio di Celeno)
Euripilo era, nella mitologia greca, un figlio di Poseidone e della Pleiade Celeno, re della città di Cirene in Libia. 
In questa veste incontrò gli Argonauti, e diede a Eufemo una zolla di terra in segno di ospitalità, anche se in realtà secondo il racconto di Apollonio Rodio si trattava del dio Tritone che, fornito della capacità di mutare forma, aveva assunto le sembianze del re Euripilo.
Euripilo sposò una figlia del dio Elio di nome Sterope, e divenne padre di Leucippo e Licaone. Fu succeduto nel governo della città dalla ninfa Cirene
Secondo un'altra versione, tramandata da Apollodoro, era invece il re delle Isole Fortunate, che sono in genere identificate con le Isole Canarie. 